# Obere Reppischstrasse 16

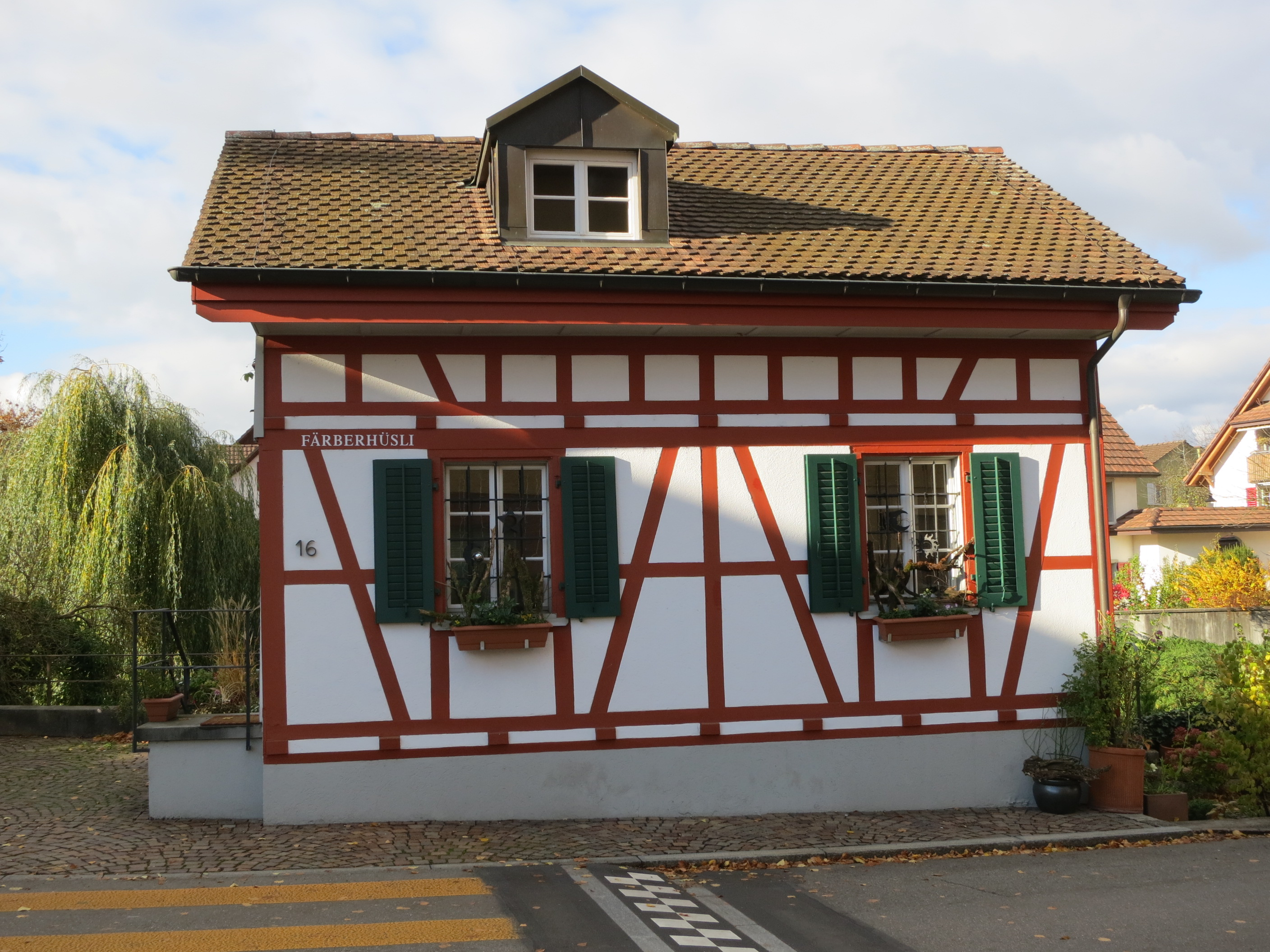
Ansicht von Osten (2013)

Das Färberhüsli in der Oberen Reppischstrasse 16 ist ein ehemaliges Waschhaus in Dietikon im Schweizer Kanton Zürich. Das 1832 errichtete Gebäude war von 1958 bis 1978 als «Ortsmuseum Dietikon» das erste Museumsgebäude der Stadt.

## Lage
Das Gebäude steht östlich der Reppisch zwischen Fluss und Strasse im ehemaligen Oberdorf der Stadt. Der alte Dorfbrunnen von 1771 wurde 1957 vom Kronenplatz auf den Vorplatz des Färberhüslis verlagert.

## Geschichte und Beschreibung
Das Gebäude steht auf den Fundamenten des abgebrochenen «Schwenkhäuschens» der «Rotfarb». Während das Vorgängerbauwerk ein Massivbau war, wurde das Waschhaus 1832 in Fachwerkbauweise errichtet. Zehn Jahre später wurde es zum Brennhaus für Branntwein und 1895 zum Wohnhaus umgebaut. Im Jahr 1958 eröffnete dort das «Ortsmuseum», dessen Sammlungen zuvor in Räumen des Primarschulhauses gezeigt wurden. Das Museum zog 1978 in das «Strohmeierhaus» um.
Das «Waschhaus mit Speicher» ist ein «schlichtes, rein konstruktives» Fachwerkhaus über einem rechteckigen Grundriss. Es zeigt an Längs- und Schmalseite jeweils zwei Fensterachsen. Ein Kniestock erlaubt die Nutzung des Dachgeschosses, das mit Brettern verkleidet ist. Die Fenster sind geteilt und haben Läden. Die Dachgaube ist jüngeren Datums. Über der Hausnummer ist der Schriftzug «FÄRBERHÜSLI» aufgemalt.
Der Trog des Dorfbrunnens trägt die Inschriften «* REN 1945» und «G 1771 D». Bei der Renovation wurde 1986 die hohe Brunnensäule vom Ende zur Mitte des Trogs verlegt. Vor dem Brunnen steht die dreiteilige Skulptur «Eile mit Weile».
Das Denkmalschutzobjekt wird in der Buchreihe Die Kunstdenkmäler der Schweiz beschrieben. Kulturgüter-Objekte der «Kategorie C» mit lokaler Bedeutung wurden (Stand: 1. Januar 2023) noch nicht veröffentlicht.

## Belege
1. 1 2  dietiker.live: Der Dorfbrunnen von 1771. (bebildert, abgerufen am 24. Januar 2023)
2. 1 2 3  Karl Grunder: Obere Reppischstrasse 16, ehemaliges Waschhaus mit Speicher. In: Die Kunstdenkmäler des Kantons Zürich. Band 9: Der Bezirk Dietikon. S. 141.
3. ↑  Stadtverein Dietikon: Geschichte Ortsmuseum. (abgerufen am 24. Januar 2023)

Koordinaten: 47° 24′ 15,4″ N, 8° 23′ 59,1″ O; CH1903: 672548 / 250827